# سنديان أرزي
السنديان الأرزي أو السنديان الصخري الضرب ريشي الفصوص (باللاتينية: Quercus petraea subsp. pinnatiloba) أو (باللاتينية: Quercus cedrorum) نوع نباتي شجري من جنس السنديان من الفصيلة الزانية.

## الموئل والانتشار
ينتشر هذا النوع في المشرق العربي وتركيا.